# Gegants de Capellades
Els Gegants de Capellades van ser construïts l'any 1899 a Barcelona i, doncs, es troben entre els gegants centenaris de Catalunya. Tot i ser tan antics, segons Joan Amades potser no són aquests els primers gegants que tingué la vila.

## Història
La parella actual va ser adquirida a Barcelona per Ramon Llucià i Alibau (Capellades 1853-1930), que els regalà en tornar de la seva estada a Cuba, juntament amb els capgrossos antics. En els seus inicis, el gegant anava vestit de conseller i la geganta, segons la moda de l'època. Hi ha uns gegants bessons d'aquests, els de Rupit, Miquel i Magdalena, tot i que vesteixen de forma diferent, ja que van abillats amb indumentària reial. Una de les primeres fotografies documentades de la parella de gegants data del 1908-1910. Durant la Guerra Civil van estar a punt de desaparèixer i van romandre amagats en cases particulars i en un magatzem del carrer Major.
Durant tots aquests anys, d'acord amb la tradició, els gegants només havien sortit en cercavila durant els actes de Festa Major, i en les Festes del Carrer, per la capvuitada de Corpus, les seves festes més antigues. A partir de l'any 1950 els gegants de Capellades surten fora de la vila, i assisteixen a la trobada de gegants de Terrassa per celebrar el centenari i donar la benvinguda als gegants nous. I també han estat presents en diverses trobades de gegants centenaris a Manresa, l'Arboç, Sitges, Rupit o Barcelona. L'any 1987 van apadrinar els gegants de Masquefa; a mitjans dels anys noranta van participar diverses vegades a les festes de la Mercè de Barcelona, i van assistir al bateig dels gegants de Piera, entre altres sortides.

## El centenari
L'any 1996 una comissió creada per geganters i capelladins va començar a organitzar els actes per a celebrar el seu centenari. L'any 1998 els gegants van ser objecte d'una restauració seriosa a càrrec de Ton Argelich: l'estructura de canyís que els dona la forma del cos, els caps, les mans i els braços van ser restaurats i pintats. L'any 1999 van celebrar el centenari i amb aquest motiu els gegants van estrenar vestuari, confeccionat amb domàs i vellut per un grup de dones capelladines: Roser Teixidó, Antònia Bernadet, Rosa Maria Saumell, Rosa Pérez, Teresa Solà i Pilar Alert.
També es va fer una recerca de documentació i fotografies sobre la parella i es trià uns noms per a ells, que sempre se’ls havia conegut com el Gegant i la Geganta. Els noms escollits, Sebastià i Dorotea, que coincideixen amb els patrons de la vila, es van imposar en una festa de bateig en què van participar una vintena de colles d'arreu de Catalunya.
L'any 2001 la població de Capellades va acollir la IIª Mostra de Colles Geganteres de l'Anoia, amb representació de totes les colles anoienques. El mes de setembre de l'any 2002 es va realitzar a la vila la 1a Trobada de Gegants i Capgrossos de les comarques de l'Anoia, Penedès i Garraf. El juliol de 2005 Capellades es va convertir en la XX Ciutat Gegantera, títol que va tenir durant tot un any.
L'any 2009, amb motiu del seu 110è aniversari, van ser restaurats de nou, aquest cop per Jordi Grau, de Terrassa: es revisà el cartó-pedra, es repintaren i se’n canviaren cossos i cavallets per fer-los més lleugers. L'any 2011, atès el desgast dels vestits estrenats l'any 1999, estrenaren vestuari nou fet per Gemma Malé, mantenint l'estil de l'abillament i, en el cas de la geganta, recuperant la pinta i la tradicional mantellina amb què es cobria el cap.

## Els capgrossos
Actualment, hi ha vint-i-quatre capgrossos municipals, entre els quals vuit ja són centenaris. Però els primers capgrossos coneguts ja apareixen en algun document de mitjans del segle xix i són encara anteriors. Més enllà dels municipals n'hi ha una altra dotzena que pertanyen a entitats o a particulars.
Les figures més antigues conservades daten de 1899. Fabricats amb cartó i provinents del País Valencià, representen tres dones i cinc homes: el Pagès, la Dama, el Tonto, la Vella, el Turc, la Criada, el Tricorni i el Curro.
Les quatre parelles de capgrossos d'època més moderna fan referència als orígens (l'Home i la Dona del Capelló -1994), el treball (els Paperers -de l'any 1994), les festes (l'Home i la Dona de Festes -1995) i el futur (els Joves Estudiants els més moderns, de l'any 1996) de la gent de Capellades.
Els sis capgrossos petits, o nans, van ser comprats per l'Ajuntament quan els més vells estaven molt malmesos i, avui en dia els porta la canalla en totes les sortides que es fan. Els seus personatges són el Moro, el Harpo, el Gepetto, la Cubana, la Vella i el Pagès. Van ser fabricats amb cartó als tallers d'El Ingenio de Barcelona i han estat restaurats diverses vegades, l'última el 1997. Encara hi ha dos capgrossos petits més (2002), que representen un nen i una nena prehistòrics com a fills de l'Home i la Dona del Capelló, raó per la qual s'anomenaren Capellonets, contruïts per Antoni Argelich amb el suport de l'Alfons Oliva.
El 1996 es constituí l'entitat Capgrossos de Capellades amb l'objectiu principal de «cuidar i treure a passejar» els capgrossos de la vila i especialment els municipals. I al llarg dels anys ha participat en la 1a Trobada Nacional de Capgrossos a Capellades (2000), ha col·laborat en la celebració de la XX Ciutat Gegantera (2005) i ha merescut el Premi de Cultura 2011 per valorar tota una trajectòria en la promoció de la cultura popular.

## Músiques i danses
La parella de gegants té com a ball propi el Ball pla de Capellades –amb coreografia d'Albert Abellán–, un ball de galanteig molt popular als segles xviii i xix, basat en una continença del cos i el moviment compassat dels peus. El Ball pla fou fixat l'any 1948 per Domènec Roig i Domènech, sobre les melodies conservades que només es feien servir d'entrada al clos del ball. Ha estat enregistrat per la Cobla La Principal de la Bisbal.
També ballen amb el Ball nou, amb musica de Jordi Fàbregas, que li correspon pel fet d'haver estat Ciutat Gegantera; és el ball que es dansa en l'acte de traspàs del títol de Ciutat Gegantera, i que després poden seguir ballant totes aquelles parelles de gegants.
Els nans tenen també el seu Ball de Capgrossos, fruit de l'encàrrec fet al compositor capelladí Xavier Casañas; va fer les partitures i va gravar la música amb la Cobla La Principal del Llobregat. La coreografia, original de Maria Cinta, va ser pensada per a l'Esbart Dansot de Capellades que la va estrenar amb els capgrossos locals a la 1ª Trobada Nacional de Capgrossos de Catalunya feta a Capellades el juliol de 2000.